# Cocción a fuego lento

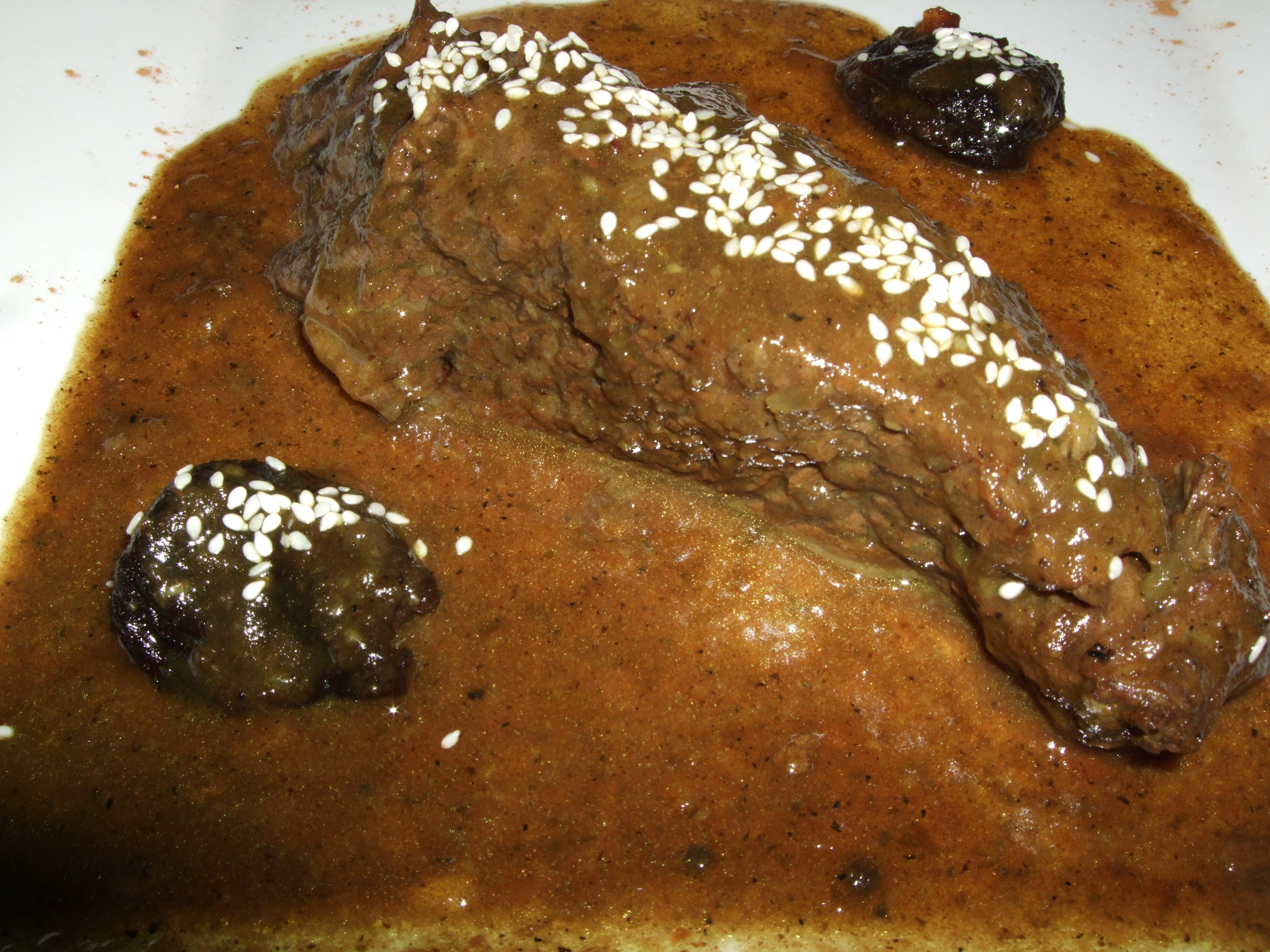
Costillas cortas marroquíes guisadas a fuego lento.

La cocción a fuego lento es una técnica culinaria en la que los alimentos se cocinan en líquidos calientes mantenidos justo en el punto de ebullición del agua o un poco por debajo de este (a nivel de mar, 100 °C), pero a mayor temperatura que en el escalfado. Para mantener una olla a fuego lento, se lleva a ebullición y entonces se baja el fuego hasta justo antes de que la formación de burbujas de vapor pare del todo. El agua empieza normalmente a formarlas a unos 94 °C.
El fuego lento asegura una cocción más suave que la ebullición, evitando que los alimentos se endurezcan o rompan. La cocción a fuego lento suele ser un método rápido y eficiente de cocinar. Cuando se emplea leche o nata en lugar de agua para cocer a fuego lento, se dice que se cocina a la crema. Los cocineros profesionales discuten constantemente la temperatura y aspecto adecuados de los líquidos para cocer a fuego lento, defendiendo algunos que esta cocción ya es posible a temperaturas tan bajas como 82 °C.